# Naganka

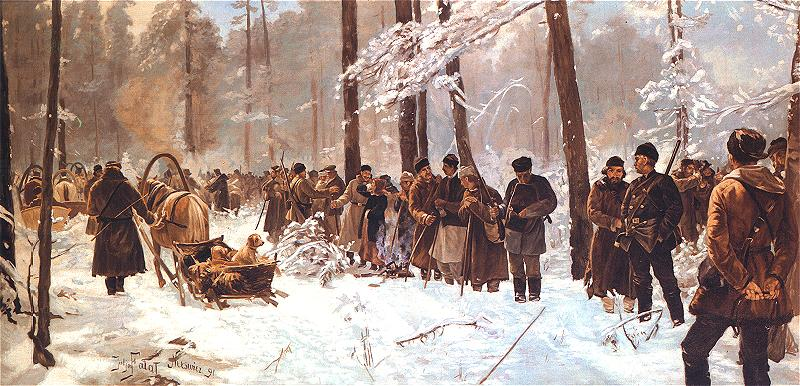
Obraz Juliana Fałata Naganka na polowaniu w Nieświeżu (1891)

Naganka – w łowiectwie grupa ludzi współpracujących ze sobą, których zadaniem jest spłoszenie dzikiej zwierzyny podczas polowania i skierowanie jej na pole widzenia myśliwych.
Naganiacze poruszają się zazwyczaj w szeregu, wykorzystując do wypłoszenia zwierząt hałas, światło, dym i psy myśliwskie. Naganka jest szczególnie przydatna przy polowaniach na jelenie lub daniele, umożliwiając skuteczniejsze i efektywniejsze polowanie oraz minimalizuje ryzyko uszkodzenia lub zabicia zwierzyny. 